# José van Schie
J.C.M. (José) van Schie (Den Haag, 1956) is een Nederlandse bestuurder en PvdA-politica. Sinds 11 december 2019 is zij wethouder van Midden-Groningen. 

## Achtergrond
Van Schie studeerde Geschiedenis aan de Rijksuniversiteit Leiden. Ze was beleidsmedewerker bij de gemeentes Leiden en Leeuwarden. Daarna werd ze in de stad Groningen directiemedewerker, hoofd en uiteindelijk interim-directeur bij de woningbouwcorporatie In. Van Schie was ook bestuurslid van het Bureau Sociaal Raadslieden.

## Politieke loopbaan
Van Schie begon haar politieke carrière in Leiden. Ze werd in 1978 lid van de PvdA. Van Schie trad in 1980 toe tot het afdelingsbestuur van die partij en later tot het bestuur van het Gewest Zuid-Holland. Na haar komst naar Groningen, in 1991, werd ze ook daar lid van het afdelingsbestuur. Van Schie zat in verschillende werkgroepen op het terrein van ruimtelijke ordening en welzijn.
In 2002 werd ze voor de PvdA gekozen tot lid van de gemeenteraad van Groningen. Ze was lid van de raadscommissies Zorg & Beheer en Ruimte & Verkeer. In 2004 volgde ze Wicher Pattje op als wethouder van Onderwijs, Jeugd, Welzijn, Kinderopvang, Minderheden en Emancipatie. Vanaf 2006 tot de installatie van het nieuwe college in 2010 was ze wethouder van Onderwijs, Jeugd, Welzijn, Sport en Recreatie.
Vanaf oktober 2016 tot en met december 2017 was zij wethouder Volkshuisvesting, Ruimtelijke Ordening, Sport en Recreatie in de gemeente Hoogezand-Sappemeer. Deze gemeente fuseerde op 1 januari 2018 in de gemeente Midden-Groningen waarmee haar wethouderschap verviel. Op 28 maart 2019 werd zij geïnstalleerd als Statenlid van de provincie Groningen.  Op 18 december 2019 werd zij opgevolgd door Richart Joling als Statenlid.
Op 11 december 2019 werd zij geïnstalleerd als wethouder Leefbaarheid (beleid) en dorpshuizen, Wonen inclusief omgevingsvisie/wet, Gaswinning, Erfgoed en wethouder voor Overschild, Tjuchem, Steendam, Schildwolde, Slochteren en Kiel-Windeweer in de gemeente Midden-Groningen, als opvolger van Anja Woortman.